# Provincia Bitlis
Provincia Bitlis este o provincie a Turciei cu o suprafață de 6,707 km², localizată în Anatolia de Est. Este locul natal al marelui gânditor Said Nursi.

## Districte
Adana este divizată în 7 districte (capitala districtului este subliniată):
- Adilcevaz
- Ahlat
- Bitlis
- Güroymak
- Hizan
- Mutki
- Tatvan